# Chthonius doderoi
Chthonius doderoi är en spindeldjursart som beskrevs av Beier 1930. Chthonius doderoi ingår i släktet Chthonius och familjen käkklokrypare.

## Underarter
Arten delas in i följande underarter:
- C. d. doderoi
- C. d. horridus